# Powleczka podkorowa

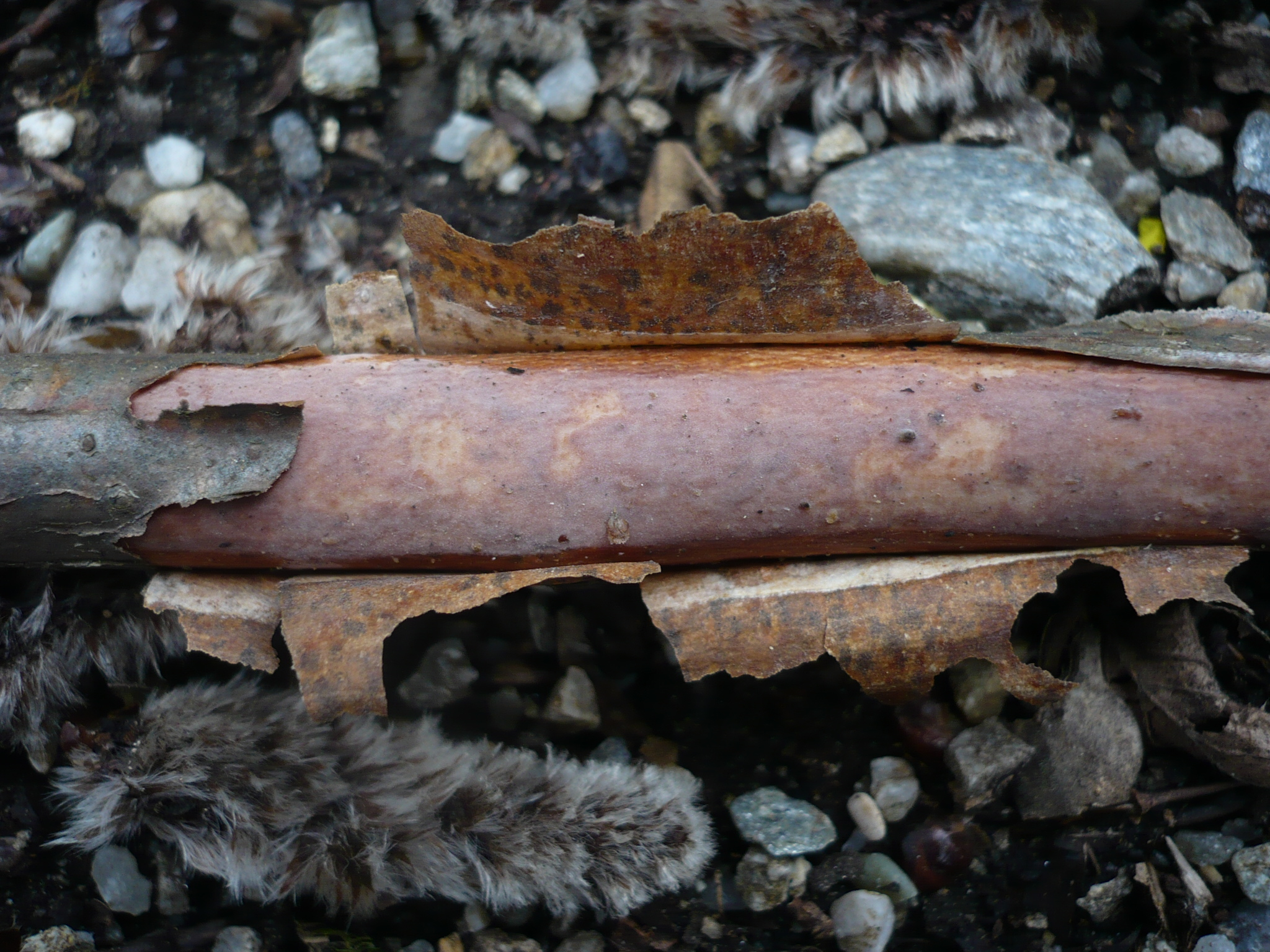

Powleczka podkorowa (Vuilleminia comedens (Nees) Maire) – gatunek grzybów z rodziny Vuilleminiaceae.

## Systematyka i nazewnictwo
Pozycja w klasyfikacji według Index Fungorum: Vuilleminia, Vuilleminiaceae, Corticiales, Incertae sedis, Agaricomycetes, Agaricomycotina, Basidiomycota, Fungi.
Po raz pierwszy takson ten opisał w 1816 r. Christian Gottfried Daniel Nees von Esenbeck, nadając mu nazwę Thelephora comedens. Obecną, uznaną przez Index Fungorum nazwę, nadał mu René Charles Maire w 1902 r.
Ma 17 synonimów. Niektóre z nich:
- Vuilleminia comedens f. raduloides Zmitr. 2006
- Vuilleminia comedens subsp. nigrescens (Schrad.) Bourdot & Galzin 1928[2].

W 1896 r. Franciszek Błoński nadał mu polską nazwę powłocznik toczący, Władysław Wojewoda w 1973 r. zmienił ją na powłoczka tocząca, a w 2003 r. na powleczka podkorowa.

## Morfologia
Owocnik rozpostarty, ściśle przylegający, gładki lub nieco nieregularnie bulwiasty, rozwijający się pod korą i powodujący jej pękanie i odrywanie się, szklisty, galaretowaty o barwie białawej, słabo mięsistej lub szarawej i liliowej, proszkowaty do błoniastego. Brzeg nie strzępiasty. System strzępkowy monomityczny, wszystkie strzępki ze sprzążkami, cienkościenne. Podstawki długie, maczugowate, często rozwijające się z probazydium, z częstymi współistniejącymi proliferacjami, zmienne, z czterema grubymi sterygmami i sprzążką bazalną. Brak cystyd. Bazydiospory duże, kiełbaskowate, cylindryczne, lekko wysklepione, gładkie, szkliste, 15–19 × 5,5–6 µm. Strzępki o szerokości 1,5 µm, septowane.
Morfologicznie powleczki podkorowej nie można odróżnić od Vuilleminia alni, która przez niektórych mykologów uważana jest za jej synonim. Bardzo podobna jest również Vuilleminia coryli.

## Występowanie i siedlisko
Podano występowanie powłoczki podkorowej na wszystkich kontynentach z wyjątkiem Antarktydy i Afryki. Najliczniejsze stanowiska podano w Europie, jest tutaj rozprzestrzeniona na całym obszarze. W Polsce w 2003 r. W. Wojewoda przytoczył liczne stanowiska z uwagą, że jest to gatunek bardzo pospolity.
Występuje w różnego typu lasach i w parkach, na martwych lub obumierających drzewach i gałęziach, zarówno na leżących na ziemi, jak i na żywych drzewach. Występuje na drewnie drzew liściastych, zwłaszcza na dębach, grabach, czeremchach, bukach, leszczynie. W Polsce owocniki notowane od stycznia do października. Powoduje złuszczanie się kory drzew.